# 亞馬遜河陶樂棘鯰
亞馬遜河陶樂棘鯰，原名亞馬遜河平囊鯰，為陶樂棘鲶屬的一種熱帶淡水魚，分布於南美洲亞馬遜河、法屬圭亞那、蓋亞那及蘇利南沿岸淡水流域，本魚頭大且平，體細長，側線有一排骨鱗片，口端位，有3對觸鬚，體長可達11.5公分，棲息在沼澤、紅樹林底層水域，屬夜行性，生活習性不明，可做為觀賞魚。

## 扩展阅读
維基物種上的相關：亞馬遜河陶樂棘鯰